# Futbol'nyj Klub Junist Černihiv
Il Futbol'nyj Klub Junist Černihiv (in ucraino ФК «Юність» Чернігів?), noto semplicemente come FK Junist Černihiv, è una società di calcio a Černihiv, in Ucraina.

## Storia
La squadra fu fondata a Černihiv nel 1988, durante il periodo sovietico. Nella squadra hanno debuttato giocatori come Oleh Kuznjecov, Andrij Jarmolenko, Vladyslav Šapoval, Pavlo Polehen'ko, Oleksij Choblenko, Nika Sichinava, Serhij Kovalenko, V"jačeslav Kojdan, Dmytro Kulyk e Danil Skorko. Nel 2020 la società è stata riorganizzata.

## Stadio
La squadra gioca nello Stadio Junist che recentemente è stato riqualificato con Tribune per 3.000 posti. La ristrutturazione è costata 55 milioni di ₴ nel 2019.

## Allenatori e presidenti

### Allenatori
Di seguito sono riportate le liste degli allenatori e dei presidenti che si sono succeduti alla guida del club nella sua storia.
- 2000–2003  Mykola Lypoviy
- 2003–2009  Volodymyr Kulyk
- 2009  Ihor Bobovyč
- 2009–2010  Volodymyr Kulyk
- 2010–2013  Juriy Melashenko
- 2013  Viktor Lazarenko
- 2013–oggi  Serhiy Bukhonin